# 海南铁角蕨
海南铁角蕨（学名：Asplenium hainanense）为铁角蕨科铁角蕨属下的一个种。

## 扩展阅读
維基物種上的相關：海南铁角蕨